# Víctor Pacheco
Víctor Danilo Pacheco (Suan, Atlántico, Colombia; 24 de septiembre de 1974) es un exfutbolista colombiano. Jugaba como mediocampista.

## Trayectoria
Pacheco inició su carrera como futbolista en Atlético Junior, club con el que ganó dos veces el Campeonato colombiano (1993 y 1995), participando en las ediciones de la Copa Libertadores 1994 y 1996.
Luego de un paso por México en el Atlante donde disputó 94 partidos marcando 4 goles, regresó a Junior donde no tuvo mayor fortuna. De ahí fue transferido a América de Cali a mediados de 2006. Un año después recaló en Atlético Bucaramanga, donde tampoco le fue bien.
A comienzos de 2008 Boyacá Chicó se hizo a sus servicios deportivos. No obstante, por la crisis económica del equipo boyacense, Pacheco viajó a Canadá para probarse con Toronto FC, club de la Major League Soccer. No obstante, el club lo rechazó por no cumplir con las expectativas, por lo que se quedó en Chicó.
En la misma temporada 2008, Pacheco ganó por tercera vez en su carrera el Campeonato colombiano, luego que Boyacá Chicó superará en la final del Torneo Apertura al América de Cali. Al final del año, Pacheco junto a otros jugadores, finalizan contrato con el club boyacense.
Luego pasó al Deportivo Pasto, donde jugó seis meses sin mucha continuidad. Posteriormente, en el mes de julio, Pacheco regresa al Atlético Junior de Barranquilla, donde jugó seis meses.
En el año 2010, luego de seis meses de inactividad, regresa para jugar con el Bogotá Fútbol Club de la Categoría Primera B. Para el año 2011 Victor Danilo reforzó al nuevo equipo de la Primera B Uniautónoma F.C. de Barranquilla donde se retira tras 21 años jugando profesionalmente.

## Selección nacional
Pacheco ha sido internacional con la Selección de fútbol de Colombia, en las eliminatorias para los mundiales de Francia 1998 y Alemania 2006.

### Goles internacionales
| # | Fecha     | Lugar                                    | Rival      | Gol | Resultado | Competición                            |
| - | --------- | ---------------------------------------- | ---------- | --- | --------- | -------------------------------------- |
| 1 | 31-3-1993 | Atanasio Girardot, Colombia              | Costa Rica | 4–1 | 4–1       | Amistoso                               |
| 2 | 6-6-2004  | Metropolitano Roberto Meléndez, Colombia | Uruguay    | 1-0 | 5-0       | Eliminatorias Mundial de Alemania 2006 |
| 3 | 6-6-2004  | Metropolitano Roberto Meléndez, Colombia | Uruguay    | 3-0 | 5-0       | Eliminatorias Mundial de Alemania 2006 |

### Participaciones enEliminatorias al Mundial
| Eliminatoria                           | Sede del Mundial       | Posición               | Resultado   | PJ | GA | Asis |
| -------------------------------------- | ---------------------- | ---------------------- | ----------- | -- | -- | ---- |
| Eliminatorias Mundial de Francia 1998  | Francia                | 3°lugar 28pts          | Clasificado | 6  | 0  | 1    |
| Eliminatorias Mundial de Alemania 2006 | Alemania               | 6°lugar 24pts          | Eliminado   | 7  | 2  | 0    |
| Total en Eliminatorias                 | Total en Eliminatorias | Total en Eliminatorias | 1/2         | 13 | 2  | 1    |

### Participaciones enCopas del Mundo
| Mundial             | Categoría | Sede    | Resultado      | PJ | GA | Asis |
| ------------------- | --------- | ------- | -------------- | -- | -- | ---- |
| Mundial Sub-16 1989 | Sub-17    | Escocia | Fase de grupos | 2  | 0  | 0    |

### Participaciones enCopas América
| Torneo                 | Sede                   | Resultado              | PJ                           | GA | Asis |
| ---------------------- | ---------------------- | ---------------------- | ---------------------------- | -- | ---- |
| Copa América 1993      | Ecuador                | Tercer lugar           | 0 (6 partidos como suplente) | 0  | 0    |
| Copa América 1997      | Bolivia                | Cuartos de final       | 3                            | 0  | 0    |
| Total en Copas América | Total en Copas América | Total en Copas América | 3                            | 0  | 0    |

### Participaciones enJuegos Olímpicos
| Torneo         | Categoría | Sede              | Resultado      | PJ | GA | Asis |
| -------------- | --------- | ----------------- | -------------- | -- | -- | ---- |
| Barcelona 1992 | Sub-23    | Barcelona, España | Fase de grupos | 3  | 1  | 0    |

## Clubes

### Jugador
| Club                   | País     | Año         |
| ---------------------- | -------- | ----------- |
| Junior                 | Colombia | 1990 - 1999 |
| Independiente Medellín | Colombia | 1999 - 2000 |
| Atlante                | México   | 2000 - 2002 |
| Unión Magdalena        | Colombia | 2002 - 2003 |
| Atlante                | México   | 2003 - 2005 |
| Junior                 | Colombia | 2006        |
| América de Cali        | Colombia | 2006 - 2007 |
| Atlético Bucaramanga   | Colombia | 2007        |
| Boyacá Chicó           | Colombia | 2008        |
| Deportivo Pasto        | Colombia | 2009        |
| Junior                 | Colombia | 2009        |
| Bogotá F. C.           | Colombia | 2010        |
| Uniautónoma            | Colombia | 2011        |

### Asistente técnico
| Club   | País     | Año         | Asistente De   |
| ------ | -------- | ----------- | -------------- |
| Junior | Colombia | 2014 - 2016 | Alexis Mendoza |

## Palmarés

### Campeonatos nacionales
| Título           | Club         | País     | Año  |
| ---------------- | ------------ | -------- | ---- |
| Primera División | Junior       | Colombia | 1993 |
| Primera División | Junior       | Colombia | 1995 |
| Torneo Apertura  | Boyacá Chicó | Colombia | 2008 |